# Василиос Ксидас
Василиос Ксидас (грч. Βασίλειος Ξυδάς; 1877 Атина — ?) је био грчки атлетичар у дисциплини скок мотком који је учествовао на првим Олимпијским играма 1896 у Атини.
Ксидас је са своја два сународника Евангелисим Дамаскосом и Јоанисом Теодоропулосом и двојицом америчких атлетичара Велс Холтом и Албертом Тајлером учествовао у такмичењу у скоку мотком на Олимпијским играма 1896.
Почетну висину од 2,40 прескочиле су сва три Грка и оба Американца. На следећој висину од 2,60 m отпао је Василис Ксадис, а остали су прескочили. Тако је Ксидис освојио пето место. водили Американци. Победио је Хојт са 3,30 m, други Тајлер скоком од 3,20 метара, а треће место су делили Грци на висини од 2,60 m.